# TV Istra
TV Istra, ранее известный как Nezavisna istarska televizija (с хорв. — «Независимое истрийское телевидение»), сокращённо NIT — хорватский региональный телеканал города Пазин. Единственный региональный канал в области Истрия и Кварнер (не считая общенациональных каналов Радио и телевидения Хорватии), осуществляющий вещание чисто в цифровом формате.

## Описание
Вещает с 1999 года. В сетку вещания входят не только местные региональные программы, но и передачи с других каналов, в основном с загребского Z1, как «Noćne more» с Желько Малнаром или утреннее шоу «Počinje novi dan».

## Вещание
Основной передатчик стоит на горе Учка с мощностью в 10 кВт: вещание осуществляется на 57-й дециметровой частоте преимущественно. Есть также 4 местных приёмника в Пуле (52-й канал), Порече (65-й канал), Лабине (31-й канал) и Буе (62-й канал). Общая численность аудитории насчитывает около 250 тысяч человек.